# دولنی میستو
دولنی میستو (به چکی: Dolní Město) یک منطقهٔ مسکونی در جمهوری چک است که در ناحیه هاولیتشکوف برود واقع شده‌است. دولنی میستو ۱۸٫۸ کیلومتر مربع مساحت و ۹۴۹ نفر جمعیت دارد و ۴۴۰ متر بالاتر از سطح دریا واقع شده‌است.